# Ashley Khalil
Ashley Khalil es una deportista guyanesa de la especialidad de squash que fue campeona suramericana en Medellín 2010.

## Trayectoria
La trayectoria deportiva de Ashley Khalil se identifica por su participación en los siguientes eventos nacionales e internacionales:

### Juegos Suramericanos
Fue reconocido su triunfo de ser la segunda deportista con el mayor número de medallas de la selección de  Guyana en los juegos de Medellín 2010.

#### Juegos Suramericanos de Medellín 2010
Su desempeño en la novena edición de los juegos, se identificó por obtener un total de 2 medallas:

- , Medalla de bronce: Squash Dobles Mujeres
- , Medalla de bronce: Squash Equipo Mujeres